# 心游舎
一般社団法人心游舎（しんゆうしゃ）は、彬子女王が発起人代表となり設立された団体。2013年から一般社団法人化。

## 概要
「日本の未来を担う子どもたちが、少しでも多くのよき日本文化の記憶を持ち、それを未来に伝えて行くための場を再生すること」
上記を目的とし彬子女王を発起人代表とした有志一同により、2012年4月1日に「心游舎」を設立。事務局を東京都港区元赤坂2丁目に設置。ウェブサイトを開設。
2013年4月1日、「一般社団法人心游舎」として一般社団法人化。彬子女王を総裁とし、本部所在地を京都府八幡市の石清水八幡宮内とする。
2017年、事務局本部を大阪府大阪市中央区南船場とする。
2019年4月1日、ウェブサイトをリニューアル。京都事務所を京都府京都市中京区とする。

## 活動
「日本の伝統文化が生き続ける土壌づくり」
「共同体で育児をする場の提供」
「本物の日本文化を伝える現代版寺子屋の創設」
上記を基本の柱とし、子どもたちを対象とした日本文化を体験するワークショップ及びプログラムの提供を行っている。伝統文化は基より、古来より日常生活と密接にあった祭、食文化、工芸、農業などを実体験することで、日本の風土に根付いてきた生活や知恵に気づかせ、また風化させないという目標を掲げている。

## 総裁・相談役・理事
- 総裁：彬子女王
- 代表理事：小山良磨
- 理事：西高辻信宏、千家徳比古、琴陵泰裕、松山幾一、森川太郎
- 相談役
  - 千家尊祐（出雲大社 宮司、2014年 - ）
  - 西高辻信良（太宰府天満宮 宮司、2014年 - ）

発起人
（肩書は2012年当時）
- 彬子女王（発起人代表、2013年から総裁）
- 一澤信三郎（2013年から顧問、株式会社一澤信三郎帆布 代表取締役社長）
- 川嶋將生（2013年から顧問、立命館大学 名誉教授）
- 小林忠（2013年から顧問、学習院大学 名誉教授）
- 田中恆清（2013年から顧問、石清水八幡宮 宮司）
- 山田宗正（2013年から顧問、大徳寺真珠庵 住職）
- 吉岡幸雄（2013年から顧問、染織史家）
- Etsuko & Joe Price（2013年から顧問）

## 事務所
- 本部：京都府八幡市八幡高坊30 石清水八幡宮内
- 京都事務所：京都府京都市中京区竪大恩寺町753 ロワイヤル室町311